# Cougar Town/Episodenliste

Logo zur Serie

Diese Episodenliste enthält alle Episoden der US-amerikanischen Comedyserie Cougar Town, sortiert nach der US-amerikanischen Erstausstrahlung. Die Fernsehserie umfasst sechs Staffeln mit 102 Episoden.

## Übersicht
| Staffel | Episodenanzahl | Erstausstrahlung USA | Erstausstrahlung USA | Deutschsprachige Erstausstrahlung | Deutschsprachige Erstausstrahlung |
| Staffel | Episodenanzahl | Staffelpremiere      | Staffelfinale        | Staffelpremiere                   | Staffelfinale                     |
| ------- | -------------- | -------------------- | -------------------- | --------------------------------- | --------------------------------- |
| 1       | 24             | 23. September 2009   | 19. Mai 2010         | 19. Juli 2010                     | 11. Oktober 2010                  |
| 2       | 22             | 22. September 2010   | 25. Mai 2011         | 27. Juni 2011                     | 1. September 2011                 |
| 3       | 15             | 14. Februar 2012     | 29. Mai 2012         | 1. Oktober 2012                   | 7. Januar 2013                    |
| 4       | 15             | 8. Januar 2013       | 9. April 2013        | 11. November 2013                 | 13. Januar 2014                   |
| 5       | 13             | 7. Januar 2014       | 1. April 2014        | 15. September 2014                | 8. Dezember 2014                  |
| 6       | 13             | 6. Januar 2015       | 31. März 2015        | 23. Mai 2017                      | 12. Juni 2017                     |

## Staffel 1
Die Erstausstrahlung der ersten Staffel war vom 23. September 2009 bis zum 19. Mai 2010 auf dem US-amerikanischen Sender ABC zu sehen. Die deutschsprachige Erstausstrahlung sendete der österreichische Free-TV-Sender ORF eins vom 19. Juli bis zum 11. Oktober 2010.
| Nr. (ges.) | Nr. (St.) | Deutscher Titel                     | Originaltitel                  | Erstausstrahlung USA | Deutschsprachige Erstausstrahlung (A) | Regie              | Drehbuch                             |
| ---------- | --------- | ----------------------------------- | ------------------------------ | -------------------- | ------------------------------------- | ------------------ | ------------------------------------ |
| 1          | 1         | Flirten für Fortgeschrittene        | Pilot                          | 23. Sep. 2009        | 19. Juli 2010                         | Bill Lawrence      | Kevin Biegel & Bill Lawrence         |
| 2          | 2         | Die wilden Jahre                    | Into the Great Wide Open       | 30. Sep. 2009        | 19. Juli 2010                         | Chris Koch         | Bill Lawrence                        |
| 3          | 3         | Das zehnte Date                     | Don’t Do Me Like That          | 7. Okt. 2009         | 26. Juli 2010                         | Gail Mancuso       | Kevin Biegel                         |
| 4          | 4         | Bin ich schön?                      | I Won’t Back Down              | 14. Okt. 2009        | 26. Juli 2010                         | Michael Spiller    | Chrissy Peitroch & Jessica Goldstein |
| 5          | 5         | Erst das Vergnügen, dann die Arbeit | You Wreck Me                   | 21. Okt. 2009        | 2. Aug. 2010                          | Jamie Babbit       | Linda Videtti Figueiredo             |
| 6          | 6         | Trennung auf Raten                  | A Woman in Love (It’s Not Me)  | 28. Okt. 2009        | 2. Aug. 2010                          | Ken Whittingham    | Ryan Koh                             |
| 7          | 7         | Allein unter Leuten                 | Don’t Come Around Here No More | 11. Nov. 2009        | 9. Aug. 2010                          | Sanjay Shah        | Sanjay Shah                          |
| 8          | 8         | 41 oder jünger                      | Two Gunslingers                | 18. Nov. 2009        | 9. Aug. 2010                          | Phil Traill        | Mary Fitzpatrick                     |
| 9          | 9         | Von Bienen und Blumen               | Here Comes My Girl             | 25. Nov. 2009        | 16. Aug. 2010                         | Lee Shallat-Chemel | Sam Laybourne                        |
| 10         | 10        | An der Leine                        | Mystery Man                    | 9. Dez. 2009         | 16. Aug. 2010                         | John Putch         | Kevin Biegel                         |
| 11         | 11        | Die fieseste Ärztin der Welt        | Rhino Skin                     | 6. Jan. 2009         | 23. Aug. 2010                         | Millicent Shelton  | Kate Purdy                           |
| 12         | 12        | Was ernstes, oder?                  | Scare Easy                     | 13. Jan. 2010        | 23. Aug. 2010                         | Chris Koch         | Kevin Biegel                         |
| 13         | 13        | Sex mit der Ex                      | Stop Dragging My Heart Around  | 20. Jan. 2010        | 30. Aug. 2010                         | Michael McDonald   | Mara Brock Akil                      |
| 14         | 14        | Der Ellie-Tag                       | All the Wrong Reasons          | 3. Feb. 2010         | 30. Aug. 2010                         | Michael Spiller    | Peter Saji                           |
| 15         | 15        | Ausgehregeln                        | When a Kid Goes Bad            | 10. Feb. 2010        | 6. Sep. 2010                          | Michael McDonald   | Linda Videtti Figueiredo             |
| 16         | 16        | Freundschaftsbeweise                | What Are You Doin’ In My Life? | 3. März 2010         | 13. Sep. 2010                         | Gail Mancuso       | Jessica Goldstein & Chrissy Pietrosh |
| 17         | 17        | Fangfragen und Fischfang            | Counting on You                | 10. März 2010        | 13. Sep. 2010                         | Gail Mancuso       | Melody Derloshon                     |
| 18         | 18        | Alkoholkontrolle                    | Turn This Car Around           | 24. März 2010        | 20. Sep. 2010                         | John Putch         | Kate Purdy                           |
| 19         | 19        | Das Allerheiligste                  | Everything Man                 | 31. März 2010        | 20. Sep. 2010                         | Michael McDonald   | Sam Laybourne                        |
| 20         | 20        | Väter und Söhne                     | Wake Up Time                   | 14. Apr. 2010        | 27. Sep. 2010                         | John Putch         | Michael McDonald                     |
| 21         | 21        | Mama-Bär                            | Letting You Go                 | 28. Apr. 2010        | 4. Okt. 2010                          | Michael McDonald   | Mara Brock Akil                      |
| 22         | 22        | Liebe liegt in der Luft             | Feel a Whole Lot Better        | 5. Mai 2010          | 4. Okt. 2010                          | John Putch         | Sanjay Shah                          |
| 23         | 23        | Die Abschlussfeier                  | Breakdown                      | 12. Mai 2010         | 11. Okt. 2010                         | Bill Lawrence      | Bill Lawrence & Kevin Biegel         |
| 24         | 24        | Wer sagt es Bobby?                  | Finding Out                    | 19. Mai 2010         | 11. Okt. 2010                         | Michael McDonald   | Ryan Koh                             |

## Staffel 2
Die Erstausstrahlung der zweiten Staffel war vom 22. September 2010 bis zum 25. Mai 2011 auf dem US-amerikanischen Sender ABC zu sehen. Die deutschsprachige Erstausstrahlung der ersten 18 Episoden sowie der 20. Episode sendete der österreichische Free-TV-Sender ORF eins vom 27. Juni bis zum 23. August 2011 bzw. am 29. August 2011. Die restlichen Episoden wurden beim deutschen Free-TV-Sender ProSieben am 25. August und 1. September 2011 erstausgestrahlt.
| Nr. (ges.) | Nr. (St.) | Deutscher Titel                | Originaltitel                  | Erstausstrahlung USA | Deutschsprachige Erstausstrahlung (A/D) | Regie            | Drehbuch                             |
| ---------- | --------- | ------------------------------ | ------------------------------ | -------------------- | --------------------------------------- | ---------------- | ------------------------------------ |
| 25         | 1         | Ein Riesenweltuntergang        | All Mixed Up                   | 22. Sep. 2010        | 27. Juni 2011                           | Bill Lawrence    | Kevin Biegel & Bill Lawrence         |
| 26         | 2         | Abschied ist schwer            | Let Yourself Go                | 29. Sep. 2010        | 27. Juni 2011                           | Michael McDonald | Kevin Biegel                         |
| 27         | 3         | Jules allein zu Haus           | Makin’ Some Noise              | 6. Okt. 2010         | 4. Juli 2011                            | John Putch       | Sam Laybourne                        |
| 28         | 4         | Schluck das Schwert            | The Damage You’ve Done         | 13. Okt. 2010        | 4. Juli 2011                            | John Putch       | Chrissy Pietrosh & Jessica Goldstein |
| 29         | 5         | Keine Alimente mehr            | Keeping Me Alive               | 20. Okt. 2010        | 11. Juli 2011                           | Michael McDonald | Sanjay Shah                          |
| 30         | 6         | Wieso sollte er mich hassen?   | You Don’t Know How It Feels    | 27. Okt. 2010        | 11. Juli 2011                           | Michael McDonald | Blake McCormick                      |
| 31         | 7         | Die üblichen Verdächtigen      | Fooled Again (I Don’t Like It) | 3. Nov. 2010         | 18. Juli 2011                           | John Putch       | Peter Saji & Melody Derloshon        |
| 32         | 8         | Die neue Freundin              | Little Girl Blues              | 17. Nov. 2010        | 18. Juli 2011                           | Michael McDonald | Kate Purdy                           |
| 33         | 9         | Andy, der Optimist             | When the Time Comes            | 24. Nov. 2010        | 25. Juli 2011                           | Bruce Leddy      | Mary Fitzgerald                      |
| 34         | 10        | Ein Zuhause, das braucht jeder | The Same Old You               | 8. Dez. 2010         | 25. Juli 2011                           | Michael McDonald | Ryan Koh                             |
| 35         | 11        | Der Tierfriedhof               | No Reason to Cry               | 5. Jan. 2011         | 1. Aug. 2011                            | Gail Mancuso     | Gregg Mettler                        |
| 36         | 12        | Waschbär zu Besuch             | A Thing About You              | 19. Jan. 2011        | 1. Aug. 2011                            | Gail Mancuso     | Mary Fitzgerald & Kate Purdy         |
| 37         | 13        | Sardinen in der Dose           | Lost Children                  | 26. Jan. 2011        | 8. Aug. 2011                            | Michael McDonald | Ryan Koh & Sam Laybourne             |
| 38         | 14        | Was Frauen wollen              | Cry to Me                      | 2. Feb. 2011         | 8. Aug. 2011                            | Bruce Leddy      | Melody Deloshon                      |
| 39         | 15        | Ausgrabungsarbeiten            | Walls                          | 18. Apr. 2011        | 15. Aug. 2011                           | Bill Lawrence    | Sean Lavery                          |
| 40         | 16        | Nervenaufreibende Nächte       | Baby’s a Rock ’N’ Roller       | 20. Apr. 2011        | 15. Aug. 2011                           | Michael McDonald | Peter Saji                           |
| 41         | 17        | Das Golfturnier                | You’re Gonna Get It            | 27. Apr. 2011        | 23. Aug. 2011                           | Michael McDonald | Michael McDonald                     |
| 42         | 18        | Wohnungstausch                 | Lonesome Showdown              | 4. Mai 2011          | 23. Aug. 2011                           | Bruce Leddy      | Sanjay Shah & Blake McCormick        |
| 43         | 19        | Die lieben Verwandten          | Damaged by Love                | 11. Mai 2011         | 25. Aug. 2011                           | Michael McDonald | Aaron Ho                             |
| 44         | 20        | Kinder des Zorns               | Free Fallin’                   | 18. Mai 2011         | 29. Aug. 2011                           | Michael McDonald | Gregg Mettler                        |
| 45         | 21        | Auf und davon – Teil 1         | Something Good Coming (1)      | 25. Mai 2011         | 1. Sep. 2011                            | Michael McDonald | Jessica Goldstein & Chrissy Pietrosh |
| 46         | 22        | Ablenkungsmethoden – Teil 2    | Something Good Coming (2)      | 25. Mai 2011         | 1. Sep. 2011                            | Bill Lawrence    | Bill Lawrence & Kevin Biegel         |

## Staffel 3
Die Erstausstrahlung der dritten Staffel war vom 14. Februar bis zum 29. Mai 2012 auf dem US-amerikanischen Sender ABC zu sehen. Die deutschsprachige Erstausstrahlung sendete der österreichische Free-TV-Sender ORF eins vom 1. Oktober 2012 bis zum 7. Januar 2013.
| Nr. (ges.) | Nr. (St.) | Deutscher Titel                  | Originaltitel                  | Erstausstrahlung USA | Deutschsprachige Erstausstrahlung (A) | Regie            | Drehbuch                             |
| ---------- | --------- | -------------------------------- | ------------------------------ | -------------------- | ------------------------------------- | ---------------- | ------------------------------------ |
| 47         | 1         | Berechenbar                      | Ain’t Love Strange             | 14. Feb. 2012        | 1. Okt. 2012                          | Bill Lawrence    | Bill Lawrence                        |
| 48         | 2         | Die wahre Trauzeugin             | A Mind With a Heart of Its Own | 21. Feb. 2012        | 8. Okt. 2012                          | John Putch       | Chrissy Pietrosh & Jessica Goldstein |
| 49         | 3         | Der Unfall                       | Lover’s Touch                  | 28. Feb. 2012        | 15. Okt. 2012                         | Michael McDonald | Michael McDonald                     |
| 50         | 4         | König Andy                       | Full Moon Fever                | 6. März 2012         | 22. Okt. 2012                         | Courteney Cox    | Sanjay Shah                          |
| 51         | 5         | Das Krabbenfest                  | A One Story Town               | 13. März 2012        | 29. Okt. 2012                         | Bill Lawrence    | Kevin Biegel                         |
| 52         | 6         | Grayson wird Vater               | Something Big                  | 20. März 2012        | 5. Nov. 2012                          | Michael McDonald | Gregg Mettler                        |
| 53         | 7         | Babysicher                       | You Can Still Change Your Mind | 10. Apr. 2012        | 12. Nov. 2012                         | John Putch       | Blake McCormick                      |
| 54         | 8         | Familienbande                    | Ways to Be Wicked              | 17. Apr. 2012        | 19. Nov. 2012                         | Bruce Leddy      | Sam Laybourne                        |
| 55         | 9         | Die schnelle Lösung              | Money Becomes King             | 24. Apr. 2012        | 26. Nov. 2012                         | Michael McDonald | Ryan Koh                             |
| 56         | 10        | Team Holly                       | Southern Accents               | 1. Mai 2012          | 3. Dez. 2012                          | Bruce Leddy      | Kate Purdy                           |
| 57         | 11        | Im Auge des Sturms               | Down South                     | 8. Mai 2012          | 10. Dez. 2012                         | John Putch       | Mary Fitzgerald                      |
| 58         | 12        | Neue Beziehung, alte Probleme    | Square One                     | 15. Mai 2012         | 10. Dez. 2012                         | Courteney Cox    | Peter Saji                           |
| 59         | 13        | Das falsche Thanksgiving         | It’ll All Work Out             | 15. Mai 2012         | 17. Dez. 2012                         | John Putch       | Melody Derloshon                     |
| 60         | 14        | Und täglich grüßt das Murmeltier | My Life                        | 29. Mai 2012         | 17. Dez. 2012                         | John Putch       | Bill Lawrence & Kevin Biegel         |
| 61         | 15        | Die Traumhochzeit                | Your World                     | 29. Mai 2012         | 7. Jan. 2013                          | John Putch       | Bill Lawrence & Kevin Biegel         |

## Staffel 4
Die Erstausstrahlung der vierten Staffel war vom 8. Januar bis zum 9. April 2013 auf dem US-amerikanischen Kabelsender TBS zu sehen. Die deutschsprachige Erstausstrahlung sendete der österreichische Free-TV-Sender ORF eins vom 11. November 2013 bis zum 13. Januar 2014.
| Nr. (ges.) | Nr. (St.) | Deutscher Titel               | Originaltitel             | Erstausstrahlung USA | Deutschsprachige Erstausstrahlung (A) | Regie                  | Drehbuch                             |
| ---------- | --------- | ----------------------------- | ------------------------- | -------------------- | ------------------------------------- | ---------------------- | ------------------------------------ |
| 62         | 1         | Jules Traum                   | Blue Sunday               | 8. Jan. 2013         | 11. Nov. 2013                         | Courteney Cox          | Bill Lawrence                        |
| 63         | 2         | Hunde-Spiele                  | I Need to Know            | 15. Jan. 2013        | 18. Nov. 2013                         | Courteney Cox          | Chrissy Pietrosh & Jessica Goldstein |
| 64         | 3         | Superkräfte                   | Between Two Worlds        | 22. Jan. 2013        | 25. Nov. 2013                         | John Putch             | Kevin Biegel                         |
| 65         | 4         | Die falsche Freundin          | I Should Have Known It    | 29. Jan. 2013        | 25. Nov. 2013                         | Michael McDonald       | Melody Derloshon                     |
| 66         | 5         | Der Traumjob                  | Runnin’ Down A Dream      | 5. Feb. 2013         | 2. Dez. 2013                          | John Putch             | Justin Halpern & Patrick Schumacker  |
| 67         | 6         | Valentinstag                  | Restless                  | 12. Feb. 2013        | 9. Dez. 2013                          | Courteney Cox          | Austen Faggen                        |
| 68         | 7         | Aus Nachbarn werden Freunde   | Flirting with Time        | 19. Feb. 2013        | 16. Dez. 2013                         | Courteney Cox          | Blake McCormick                      |
| 69         | 8         | Der Nackttag                  | You and I Will Meet Again | 26. Feb. 2013        | 16. Dez. 2013                         | John Putch             | Peter Saji                           |
| 70         | 9         | Die Wahrheit tut manchmal weh | Make It Better            | 5. März 2013         | 23. Dez. 2013                         | Courteney Cox          | Rachel Specter & Audrey Wauchope     |
| 71         | 10        | Sag du es mir                 | You Tell Me               | 12. März 2013        | 23. Dez. 2013                         | Michael McDonald       | Brad Morris & Emily Wilson           |
| 72         | 11        | Bobbys neuer Kumpel           | Saving Grace              | 19. März 2013        | 30. Dez. 2013                         | Michael McDonald       | Blake McCormick                      |
| 73         | 12        | Alt zu sein hat Vorteile      | This Old Town             | 26. März 2013        | 6. Jan. 2014                          | John Putch             | Melody Derloshon                     |
| 74         | 13        | Kriminelle Energien           | The Criminal Mind         | 2. Apr. 2013         | 6. Jan. 2014                          | Randall Keenan Winston | Sean Lavery                          |
| 75         | 14        | Wir machen Urlaub             | Don’t Fade on Me          | 9. Apr. 2013         | 13. Jan. 2014                         | John Putch             | Melody Derloshon & Blake McCormick   |
| 76         | 15        | Die Latino-Connection         | How Love Will Travel      | 9. Apr. 2013         | 13. Jan. 2014                         | John Putch             | Mary Fitzgerald & Peter Saji         |

## Staffel 5
Die Erstausstrahlung der fünften Staffel war vom 7. Januar bis zum 1. April 2014 auf dem US-amerikanischen Kabelsender TBS zu sehen. Die deutschsprachige Erstausstrahlung sendete der österreichische Free-TV-Sender ORF eins vom 15. September bis zum 8. Dezember 2014.
| Nr. (ges.) | Nr. (St.) | Deutscher Titel                | Originaltitel             | Erstausstrahlung USA | Deutschsprachige Erstausstrahlung (A) | Regie            | Drehbuch                         |
| ---------- | --------- | ------------------------------ | ------------------------- | -------------------- | ------------------------------------- | ---------------- | -------------------------------- |
| 77         | 1         | Wie gewonnen, so zerronnen     | All or Nothin             | 7. Jan. 2014         | 15. Sep. 2014                         | Michael McDonald | Blake McCormick                  |
| 78         | 2         | Bobbys Traum vom Schnee        | Like a Diamond            | 14. Jan. 2014        | 22. Sep. 2014                         | Brian Van Holt   | Melody Derloshon                 |
| 79         | 3         | Die Hundebabys                 | Depending on You          | 21. Jan. 2014        | 29. Sep. 2014                         | Courteney Cox    | Melody Derloshon                 |
| 80         | 4         | Die Freibeuter-Woche           | The Trip to Pirate’s Cove | 28. Jan. 2014        | 6. Okt. 2014                          | John Putch       | Peter Saji                       |
| 81         | 5         | Eine Aufgabe für Chick         | Hard on Me                | 4. Feb. 2014         | 13. Okt. 2014                         | John Putch       | Mary Fitzgerald                  |
| 82         | 6         | Karma                          | Learning to Fly           | 11. Feb. 2014        | 20. Okt. 2014                         | John Putch       | Michael Lisbe & Nate Reger       |
| 83         | 7         | Zeit, an die Zukunft zu denken | Time to Move On           | 18. Feb. 2014        | 27. Okt. 2014                         | Sam Jones        | Brad Morris & Emily Wilson       |
| 84         | 8         | Ein echtes Traumpaar           | Mystery of Love           | 25. Feb. 2014        | 3. Nov. 2014                          | Courteney Cox    | Rachel Specter & Audrey Wauchope |
| 85         | 9         | Bobby, der Millionär           | Too Much Ain’t Enough     | 4. März 2014         | 10. Nov. 2014                         | Josh Hopkins     | Sean Lavery                      |
| 86         | 10        | Die Nacht der Talente          | Too Good to be True       | 11. März 2014        | 17. Nov. 2014                         | John Putch       | Jen D’Angelo                     |
| 87         | 11        | Das gestohlene Boot            | Refugee                   | 18. März 2014        | 24. Nov. 2014                         | Michael McDonald | Michael Lisbe & Nate Reger       |
| 88         | 12        | Liebe hat viele Gesichter      | Love is a Long Road       | 25. März 2014        | 1. Dez. 2014                          | Michael McDonald | Mary Fitzgerald                  |
| 89         | 13        | Gemeinsam sind wir stark       | We Stand a Chance         | 1. Apr. 2014         | 8. Dez. 2014                          | Courteney Cox    | Peter Saji                       |

## Staffel 6
Die Erstausstrahlung der sechsten Staffel war vom 6. Januar bis zum 31. Mai 2015 auf dem US-amerikanischen Kabelsender TBS zu sehen. Die deutschsprachige Erstausstrahlung sendete der österreichische Free-TV-Sender ORF eins vom 23. Mai bis zum 12. Juni 2017.
| Nr. (ges.) | Nr. (St.) | Deutscher Titel                | Originaltitel          | Erstausstrahlung USA | Deutschsprachige Erstausstrahlung (D) | Regie            | Drehbuch                                      |
| ---------- | --------- | ------------------------------ | ---------------------- | -------------------- | ------------------------------------- | ---------------- | --------------------------------------------- |
| 90         | 1         | Ferkelfreuden                  | American Dream Plan B  | 6. Jan. 2015         | 23. Mai 2017                          | Courteney Cox    | Blake McCormick                               |
| 91         | 2         | Ausgewachsene Jungs            | Full Grown Boy         | 13. Jan. 2015        | 24. Mai 2017                          | John Putch       | Kevin Biegel                                  |
| 92         | 3         | Ersatz für Bobby               | To Find a Friend       | 20. Jan. 2015        | 26. Mai 2017                          | John Putch       | Melody Derloshon                              |
| 93         | 4         | Das schicke Abendessen         | Waiting for Tonight    | 27. Jan. 2015        | 29. Mai 2017                          | Michael McDonald | Brad Morris & Emily Wilson                    |
| 94         | 5         | Von wegen Verlierer            | Even the Losers        | 3. Feb. 2015         | 30. Mai 2017                          | Busy Philipps    | Sean Lavery                                   |
| 95         | 6         | Tom, der Herzensbrecher        | The Wrong Thing to Do  | 10. Feb. 2015        | 31. Mai 2017                          | John Putch       | Erin Ernst                                    |
| 96         | 7         | Der Abschlussball              | The Wild One, Forever  | 17. Feb. 2015        | 1. Juni 2017                          | Josh Hopkins     | Blake McCormick                               |
| 97         | 8         | Männerfreundschaften           | Two Men Talking        | 24. Feb. 2015        | 2. Juni 2017                          | John Putch       | Melody Derloshon                              |
| 98         | 9         | Das ist für mich               | This One's for Me      | 3. März 2015         | 6. Juni 2017                          | Michael McDonald | Brad Morris & Emily Wilson                    |
| 99         | 10        | Der prominente Patient         | Yer So Bad             | 10. März 2015        | 7. Juni 2017                          | John Putch       | Sean Lavery                                   |
| 100        | 11        | Die Herausforderung            | Climb That Hill        | 17. März 2015        | 8. Juni 2017                          | Courtney Rowe    | Melody Derloshon                              |
| 101        | 12        | Einer für alle, alle für einen | A Two Story Town       | 24. März 2015        | 12. Juni 2017                         | John Putch       | Sean Lavery, Brad Morris & Emily Wilson       |
| 102        | 13        | Mary Janes letzter Tanz        | Mary Jane’s Last Dance | 31. März 2015        | 13. Juni 2017                         | Courteney Cox    | Bill Lawrence, Blake McCormick & Kevin Biegel |